# Induno Olona
Induno Olona est une commune italienne d'environ 10 300 habitants, située dans la province de Varèse dans la région Lombardie, dans le nord de l'Italie.

## Toponyme
Documenté comme In loco Duno: le lieu de Duno; provient du gaulois dunum: roche. La spécification se réfère à la position du pays sur la rive gauche du fleuve.

## Économie
Il y a une usine du chocolatier suisse Lindt dans la commune

## Administration
| Période                                  | Période      | Identité             | Étiquette     | Qualité |
| ---------------------------------------- | ------------ | -------------------- | ------------- | ------- |
| 7 mai 1995                               | 13 juin 1999 | Attilio Fontana      | Ligue du Nord |         |
| 13 juin 1999                             | 12 juin 2004 | Carlo Crosti         | Ligue du Nord |         |
| 12 juin 2004                             | 25 mai 2014  | Maria Angela Bianchi | Liste civique |         |
| 25 mai 2014                              | En cours     | Marco Cavallin       | Liste civique |         |
| Les données manquantes sont à compléter. |              |                      |               |         |

### Hameaux
Olona, Frascarolo, Montallegro, San Pietro, San Cassano, Foino, Brughieretta, Cà del Bosco, Folla, Poscalla, C.na Brughiere, Monte Monarco, Montallegro, Orsa, Roccolo, San Salvatore, San Bernardino, Galletto, Cascina Selve, Broglio, Grotte di Valganna, Alpe del Cuseglio, Monte Chiusarella, Monte Martica, Presa, Antro delle Gallerie, Pezza

### Communes limitrophes
| Brinzio | Valganna     |          |
| Varèse  | Induno Olona | Arcisate |
|         | Varèse       |          |

## Personnalités nées à Induno Olona
- Luigi Ganna (1883-1957), coureur cycliste des années 1900-1910, qui fut le vainqueur du 1er Tour d'Italie en 1909.